# Nikolaus Graf Hendrikoff
Nikolaus Graf Hendrikoff (* 20. September 1931 in Berlin) ist ein deutscher Politiker (SPD).
Hendrikoff besuchte in Bad Reichenhall die Volksschule und die Oberrealschule, die er mit der mittleren Reife verließ; 1952 folgte das Abitur in Marktbreit. Auf dem Pachthof seines Stiefvaters arbeitete er landwirtschaftlich, später machte er ein technisches Praktikum bei Daimler-Benz in Stuttgart-Untertürkheim, wo er einige Jahre in der Industrie und als Werkstudent aktiv war. Später studierte er Medizin in München, Wien und Würzburg, das Staatsexamen legte er in München ab. Danach arbeitete er in mehreren Kliniken und Praxen in Bayern, in Berlin war er psychotherapeutisch tätig. 1968 ließ er sich als praktischer Arzt in Törwang, dem Hauptort der Gemeinde Samerberg, nieder. Von 1970 bis 1974 gehörte er dem Bayerischen Landtag in der 7. Wahlperiode an.